# Sântimbru (Alba)

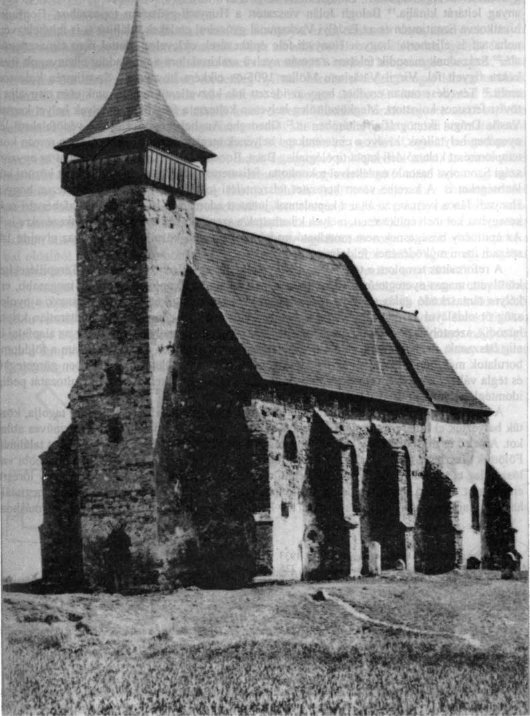
Igreja fortificada de Sântimbru

Sântimbru (Alba) (em húngaro: Marosszentimre, em alemão: Emerichsdorf, Emrichsdorf, Sankt Emerich) é uma comuna romena localizada no distrito de Alba, na região histórica da Transilvânia. A comuna possui uma área de 45.01 km² e sua população era de 2913 habitantes segundo o censo de 2007.